# Pouancé
Pouancé ist eine Ortschaft und eine Commune déléguée in der französischen Gemeinde Ombrée d’Anjou mit 3.133 Einwohnern (Stand: 1. Januar 2022) im Département Maine-et-Loire in der Region Pays de la Loire.
Die Gemeinde Pouancé wurde am 15. Dezember 2016 mit neun weiteren Gemeinden, namentlich La Chapelle-Hullin, Chazé-Henry, Grugé-l’Hôpital, Noëllet, Combrée, La Prévière, Saint-Michel-et-Chanveaux, Le Tremblay und Vergonnes zur neuen Gemeinde Ombrée d’Anjou zusammengeschlossen.

## Geografie
Pouancé liegt am Fluss Verzée, etwa 16 Kilometer östlich von Châteaubriant; großräumiger gesehen in der Mitte des Städte-Vierecks Rennes – Laval – Angers – Nantes. Die Verzée durchfließt oberhalb von Pouarcé den Étang de Saint-Aubin und unterhalb des Ortes den Étang de Tressé.

## Bevölkerungsentwicklung
| Jahr      | 1962 | 1968 | 1975 | 1982 | 1990 | 1999 | 2007 |
| Einwohner | 2940 | 3017 | 3165 | 3299 | 3279 | 3307 | 3211 |

## Sehenswürdigkeiten
- Der Uhrenturm aus dem 15. Jahrhundert, ein herrschaftlicher Taubenschlag und der ehemalige Salzspeicher aus dem 17. Jahrhundert sind als Inscrites Monuments Historiques klassifiziert.
- Die hoch über dem Verzée-Tal gelegenen Ruinen der Burg aus dem 13. und 15. Jahrhundert sind als Monument Historique und Site Inscrit eingetragen. An der Burgmauer aus dem 13. Jahrhundert findet man die Überreste von elf niedergerissenen Türmen.
- Im Ort befinden sich Häuser im Stil der Renaissance aus dem 15. Jahrhundert, Häuser aus dem 17. Jahrhundert, Lavoirs und eine Mühle.